# Karl von Kirchbach auf Lauterbach

Karl Graf von Kirchbach auf Lauterbach als General

Karl Freiherr von Kirchbach auf Lauterbach, ab 1917 Graf von Kirchbach auf Lauterbach (* 20. Mai 1856 in Gyöngyös, Ungarn; † 20. Mai 1939 in Scharnstein, Oberösterreich) war ein Generaloberst der österreichisch-ungarischen k.u.k. Armee.

## Familie
Die Adelsfamilie von Kirchbach brachte in ihrer Geschichte mehrere Generäle hervor, hauptsächlich in diversen deutschen Armeen. Karl, der aus der sächsischen Linie der Familie stammte, wurde als ältester Sohn von Feldmarschallleutnant Ferdinand Freiherr von Kirchbach in Ungarn geboren. Zusammen mit seinem jüngeren Bruder Johann Ferdinand war es ihm bestimmt, eine militärische Karriere einzuschlagen, um der Familientradition gerecht zu werden.

## Leben

### Ausbildung und Karriere vor dem Krieg
Im Alter von 11 Jahren trat Karl von Kirchbach auf Lauterbach in das Kadetteninstitut in St. Pölten, später in Eisenstadt, ein. Nachdem er die Theresianische Militärakademie in Wiener Neustadt absolviert hatte, wurde er am 1. September 1875 als Leutnant zum Dragonerregiment Nr. 5 überstellt. In der Folge besuchte er die Kurse am Militär-Reitlehrerinstitut, wonach er am 1. Mai 1880 zum Oberleutnant befördert wurde. Zwischen den Jahren 1881 bis 1884 belegte er die k.u.k. Kriegsschule in Wien mit gutem Erfolg. Nach dem Abschluss wurde er 1885 dem Generalstab zugeteilt und versah dort bis 1890 verschiedene Dienste. Am 1. November 1887 wurde er zum Hauptmann I. Klasse ernannt. Nach einem Jahr bei der 17. Infanteriedivision wurde er im Mai 1891 zum Dragonerregiment Nr. 9 versetzt. Zwei Jahre danach heiratet er Rosa Carol Vay. Am 1. November 1893 erlangte Karl die Beförderung zum Major und versah ab diesem Jahr den Dienst als Chef des Generalstabs des XV. Korps. Von 1895 bis 1897 bekleidete er dann den Posten des Generalstabschefs der Kavalleriedivision in Stanislau. Die Beförderung zum Oberstleutnant erhielt er am 1. Mai 1896. Den Truppendienst beim Dragonerregiment Nr. 1 versah er in den Jahren 1897 bis 1899. Am 1. April 1899 wurde er Generalstabschef des III. Korps, wo er Oberst Karl Ritter von Pfiffer ablöste, gefolgt von seiner Ernennung zum Oberst am 1. Mai 1899.
Auf seinen eigenen Wunsch hin wurde er von den Pflichten des Generalstabschefs entlassen, und am 4. April 1901 zum Dragonerregiment Nr. 5 transferiert, dessen Kommandeur er einen Monat später wurde. Nach drei Jahren Dienst als Regimentskommandant erhielt er das Kommando über die 12. Kavalleriebrigade. In der Zwischenzeit wurde Karl von Kirchbach auf Lauterbach am 1. November 1905 zum Generalmajor befördert. Zwischen 1907 und 1909 war er Kommandant der 10. Kavalleriebrigade in Wien, gefolgt von der Ernennung zum Kommandeur der 1. Kavalleriedivision in Temesvar im Jahr 1909. Am 1. Mai 1910 erhielt er die Beförderung zum Feldmarschallleutnant. Da er zum Kreis der jungen und modern denkenden Generäle um den Erzherzog Franz Ferdinand und Generalstabschef der Armee Conrad von Hötzendorf gehörte, war es kaum überraschend, dass er am 23. März 1911 den neu geschaffenen Posten des k.k. Landwehr-Kavallerie-Inspektors erhielt. In den folgenden Jahren steckte er alle seine Bemühungen in die Aufgabe, das Niveau der Bildung und des Trainings der Landwehr-Kavallerie auf die gleiche Stufe der „regulären“ Armee zu stellen. Er war auch der Meinung, dass diese Einheit zu mehr als nur zur Aufklärung und dem Schutz des Trains in der Lage ist. In diesem Sinne bildete er die Landwehr-Kavallerie insofern aus, als sie als große unabhängige Einheit operieren kann, und förderte des Weiteren die Kooperation mit den Infanteriedivisionen. Am 1. Mai 1914 wurde er schließlich zum General der Kavallerie befördert. 1914 erhielt er auch den Titel Geheimer Rat.

### Erster Weltkrieg
Als der Krieg ausbrach, übernahm General der Kavallerie Kirchbach (General 24. April 1914 per 1. Mai) das I. Korps und war Kommandierender General in Krakau. Seine ersten Aufgaben bestanden darin, die Transporte im Rahmen der Mobilisierung an der russischen Grenze zu decken, sowie bei Beginn der Offensive an der linken Flanke von Dankls 1. Armee vorzustoßen. Während der Augustkämpfe trug sein I. Korps im Norden von Tanew entscheidend zum Sieg bei Kraśnik bei. Als Dankls Armee zum Rückzug gezwungen wurden, bildete das I. Korps die Nachhut. Während der Schlacht an der Weichsel im Oktober erreichte sein Korps Iwangorod und Kirchbach übernahm vorübergehend das Kommando über eine Armeegruppe im Süden der Weichsel. Nach dem Rückzug verblieb General Kirchbach im November 1914 mit seinen Truppen im südpolnischen Raum beiderseits Pintschow. In der Folge der Schlacht von Gorlice-Tarnów (Mai 1915) gelangte sein Korps im Juni 1915 aufs östliche Bugufer und erreichte im August 1915 die Ikwa in der Nähe von Dubno. Zusammen mit der Gruppe Szurmay gelang es bei Sokal am Ostufer des Bug einen Brückenkopf zu bilden. Die auf Rowno angelegte Offensive wurde von den Russen aber durch starke Gegenangriffe erfolgreich zurückgeworfen.
Im Mai 1916 wurde sein Korps an die Südtiroler Front verlegt, um dort an der folgenden Südtiroloffensive als Teil der 3. Armee teilzunehmen. Er leitete dort am 15. und 16. Juni 1916 den letzten Angriffsversuch der 3. Armee vor Einstellung der Offensive gegen die italienischen Stellungen südwestlich von Asiago im Raum Monte Lemerle, Monte Zovetto und Magnaboschi. Dieser Angriff scheiterte letztlich jedoch an den zahlenmäßig überlegenen Italienern und der zu schwachen Unterstützung der österreichisch-ungarischen Artillerie, die nicht in der Lage war, die gut getarnten italienischen Stellungen entsprechend auszuschalten.
Danach kehrte Kirchbach mit seinem Korps wieder an die russische Front zurück, wo er eine Stellung östlich von Stanislau einnahm. Im August 1916 war er für die Verteidigung des Tatarenpasses bei Rachiw verantwortlich. Die Russen versuchten wiederholt, diesen strategisch wichtigen Punkt und somit das „Tor nach Ungarn“ einzunehmen, was jedoch jedes Mal von den kaiserlichen Truppen vereitelt werden konnte. Am 8. September 1916 übernahm er das Kommando über die 7. Armee, wo er den General der Kavallerie Karl von Pflanzer-Baltin ablöste, mit der er wiederum eine defensive Aufgabe erhielt. Während der folgenden russischen Offensive, die darauf abzielte die verbündeten rumänischen Truppen zu entlasten, gelang es ihm, durch riskante, aber schließlich doch erfolgreiche Operationen am Karpatenkamm, den Durchbruch der feindlichen Truppen zu verhindern. Am 20. Oktober tauschte er sein Kommando mit General Kövess und übernahm die Führung über die  3. Armee. Die Beförderung zum Generaloberst erhielt er am 1. November 1916 (Rangdatum 10. Nov.).
Am 5. März 1917 übernahm er den Oberbefehl über die  4. Armee, eine ernsthafte Erkrankung zwang ihn bald seinen Posten zu verlassen. Im Oktober 1917 kehrte er schließlich doch wieder in den aktiven Dienst zurück, war jedoch noch durch seine erlittene Krankheit gezeichnet. Am 8. Dezember 1917 wurde der Generaloberst in den Grafenstand erhoben. Zu Beginn des Jahres 1918 wurde er zum Militärkommandanten sämtlicher österreichisch-ungarischer Truppen im Gouvernement Cherson mit Hauptquartier in Odessa bestellt. Seine sehr wichtige Aufgabe bestand darin, die Region zu befrieden und so viele Ressourcen wie möglich, hauptsächlich jedoch landwirtschaftliche Produkte, aus dieser fruchtbaren Gegend zu erschließen.
Schon in den ersten Apriltagen zwang ihn seine angeschlagene Gesundheit neuerlich aus dem aktiven Dienst auszuscheiden. Nach einigen Monaten der Erholung suchte er wiederum um ein Frontkommando an, worauf Kaiser Karl ihn am 24. September 1918 zum Inspektor der k.u.k. Truppen an der Westfront ernannte. In Hinblick auf die späte Berufung in dieses Amt dürfte es sich dabei wohl mehr als ein Zeichen der Anerkennung gehandelt haben.
Nach dem Ende des Krieges blieb Generaloberst Karl Graf von Kirchbach auf Lauterbach in Österreich wohnhaft und erholte sich vollständig von seiner Erkrankung. Im Mai 1939 starb er in Scharnstein.

## Auszeichnungen
- Österreichisches Militärverdienstkreuz im Jahr 1901
- Orden der Eisernen Krone, III. Klasse im Jahr 1904
- Ritterkreuz des Leopold-Ordens am 28. Februar 1911
- Ernennung zum Geheimen Rat im Jahr 1914
- Eisernes Kreuz (1914) II. Klasse im Jahr 1914
- Großkreuz des Ordens der Eisernen Krone mit Kriegsdekoration (später noch mit Schwertern) am 5. Oktober 1914
- Eisernes Kreuz (1914) I. Klasse im Jahr 1915
- Leopold-Orden I. Klasse mit Kriegsdekoration am 20. November 1915
- Militär-Verdienstmedaille in Bronze mit Kriegsdekoration und Schwertern im Mai 1916
- Ehrenzeichen für Tapferkeit des Großherzogs von Hessen im Jahr 1917
- Militärverdienstkreuz I. Klasse mit Kriegsdekoration und Schwertern im März 1917
- Großkreuz des Leopold-Ordens mit Kriegsdekoration und Schwertern am 26. März 1918
- Großkreuz des bayerischen Militärverdienstordens mit Schwertern im Jahr 1918
- Sächsischer Albrechts-Orden mit goldenem Stern und Schwertern im Jahr 1918
- Orden der Württembergischen Krone mit Schwertern im Jahr 1918
- Preußischer Roter Adlerorden mit Schwertern im Jahre 1918